# Чамакла (Флорида)
Чамакла (англ. Chumuckla) — переписна місцевість (CDP) в США, в окрузі Санта-Роза штату Флорида. Населення — 1063 особи (2020).

## Географія
Чамакла розташована за координатами 30°47′16″ пн. ш. 87°13′57″ зх. д. / 30.78778° пн. ш. 87.23250° зх. д. (30.787876, -87.232615).  За даними Бюро перепису населення США в 2010 році переписна місцевість мала площу 52,78 км², з яких 52,39 км² — суходіл та 0,38 км² — водойми.

## Демографія
Згідно з переписом 2010 року, у переписній місцевості мешкало 850 осіб у 339 домогосподарствах у складі 256 родин. Густота населення становила 16 осіб/км².  Було 385 помешкань (7/км²).
Расовий склад населення:
| - 95,1 % — білих - 2,0 % — корінних американців - 0,6 % — азіатів - 0,5 % — чорних або афроамериканців |

До двох чи більше рас належало 1,4 %. Частка іспаномовних становила 0,7 % від усіх жителів.
За віковим діапазоном населення розподілялося таким чином: 19,3 % — особи молодші 18 років, 63,8 % — особи у віці 18—64 років, 16,9 % — особи у віці 65 років та старші. Медіана віку мешканця становила 44,6 року. На 100 осіб жіночої статі у переписній місцевості припадало 106,3 чоловіків;  на 100 жінок у віці від 18 років та старших — 107,3 чоловіків також старших 18 років.
Середній дохід на одне домашнє господарство  становив 69 981 долар США (медіана — 53 214), а середній дохід на одну сім'ю — 76 950 доларів (медіана — 54 940). Медіана доходів становила 50 398 доларів для чоловіків та 27 000 доларів для жінок. За межею бідності перебувало 5,5 % осіб, у тому числі 0,0 % дітей у віці до 18 років та 5,8 % осіб у віці 65 років та старших.
Цивільне працевлаштоване населення становило 373 особи. Основні галузі зайнятості: транспорт — 26,0 %, освіта, охорона здоров'я та соціальна допомога — 19,0 %, сільське господарство, лісництво, риболовля — 15,8 %.